# La escondida
Pour les articles homonymes, voir La Escondida (homonymie).
Pour plus de détails, voir Fiche technique et Distribution.
La escondida est un film mexicain réalisé par Roberto Gavaldón, sorti en 1956. Le scénario du film est adapté du roman du même nom de Miguel N. Lira.

## Synopsis
L'histoire d'amour de Gabriela et d'un révolutionnaire au cœur de la guerre.

## Fiche technique
- Titre : La escondida
- Réalisation : Roberto Gavaldón
- Scénario : José Revueltas, Roberto Gavaldón et Gunther Gerzso d'après le roman de Miguel N. Lira
- Musique : Raúl Lavista
- Photographie : Gabriel Figueroa
- Montage : Jorge Busto
- Production : Samuel Alazraki
- Société de production : Alfa Film
- Société de distribution : Columbia Pictures (États-Unis)
- Pays :  Mexique
- Genre : Drame, western et guerre
- Durée : 100 minutes
- Dates de sortie : 
  -  Mexique : 18 juillet 1956

## Distribution
- María Félix : Gabriela
- Pedro Armendáriz : Felipe Rojano
- Andrés Soler : le général Nemesio Garza
- Arturo Martínez : Don Cosme
- Domingo Soler : Tata Agustino Rojano
- Jorge Martínez de Hoyos : Máximo Tepal
- Carlos Agostí : le colonel Octavio Montero
- Sara Guasch : Hortensia
- Miguel Manzano : Don Chente
- Carlos Riquelme : le docteur Herrerías
- Eduardo Alcaraz : M. Ariza

## Distinctions
Le film a été présenté en sélection officielle en compétition au Festival de Cannes 1956.